# Imenio

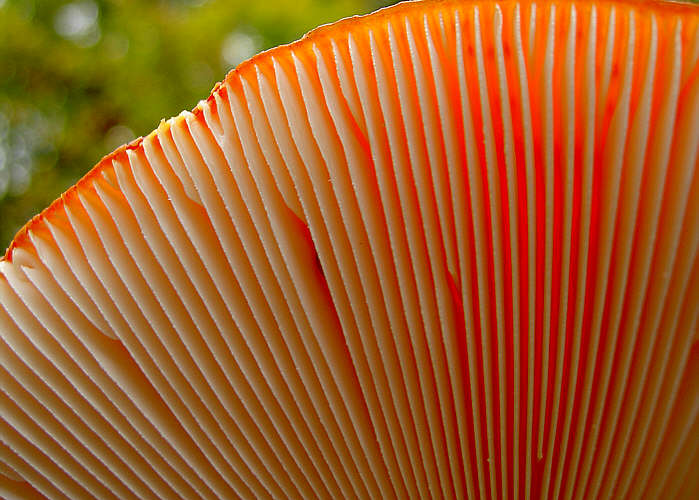
Un esempio di lamelle

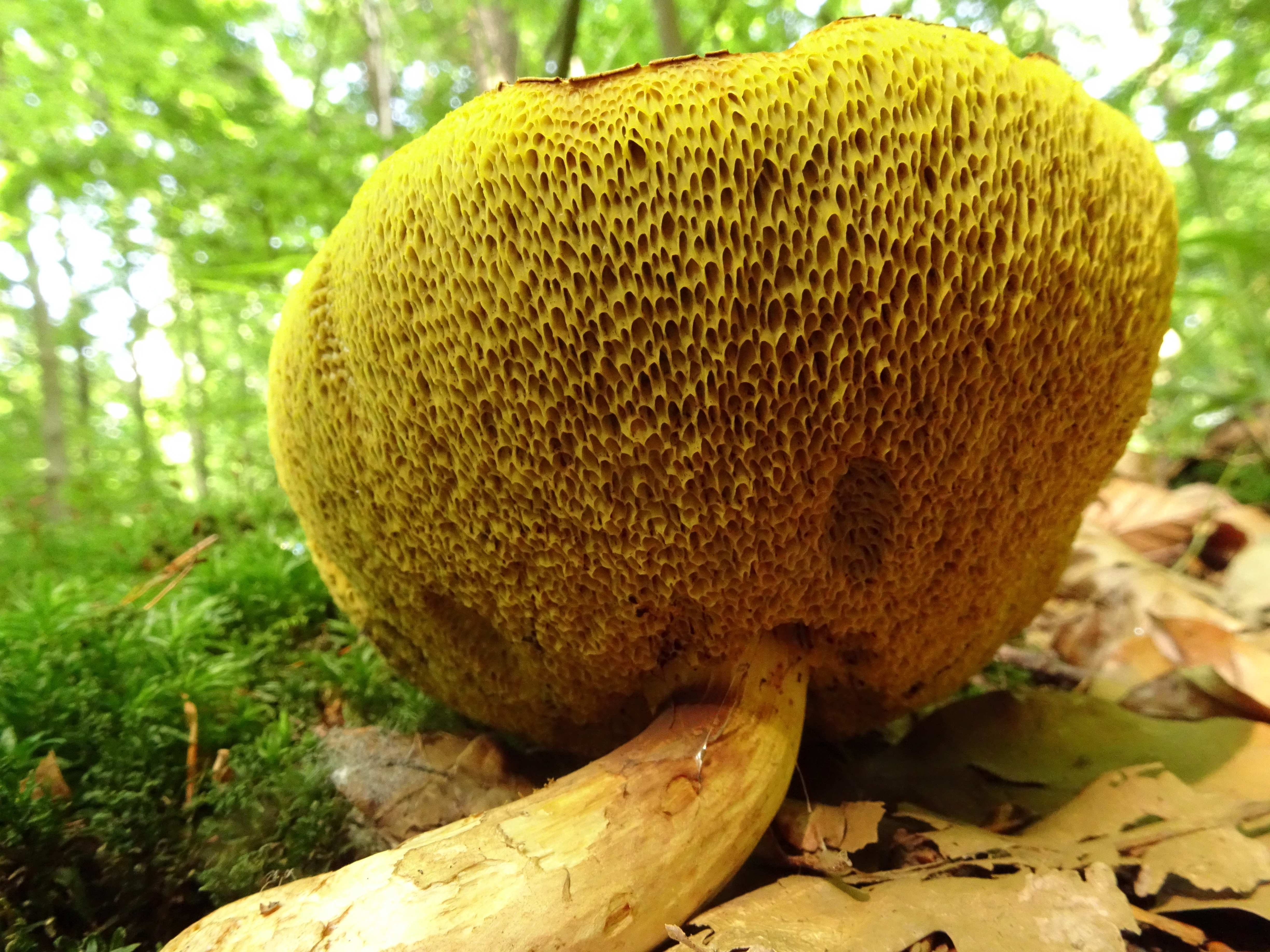
Un esempio di tubuli

L'imenio è uno strato di tessuto dedicato alla produzione di spore nei funghi ascomiceti e basidiomiceti..

## Descrizione

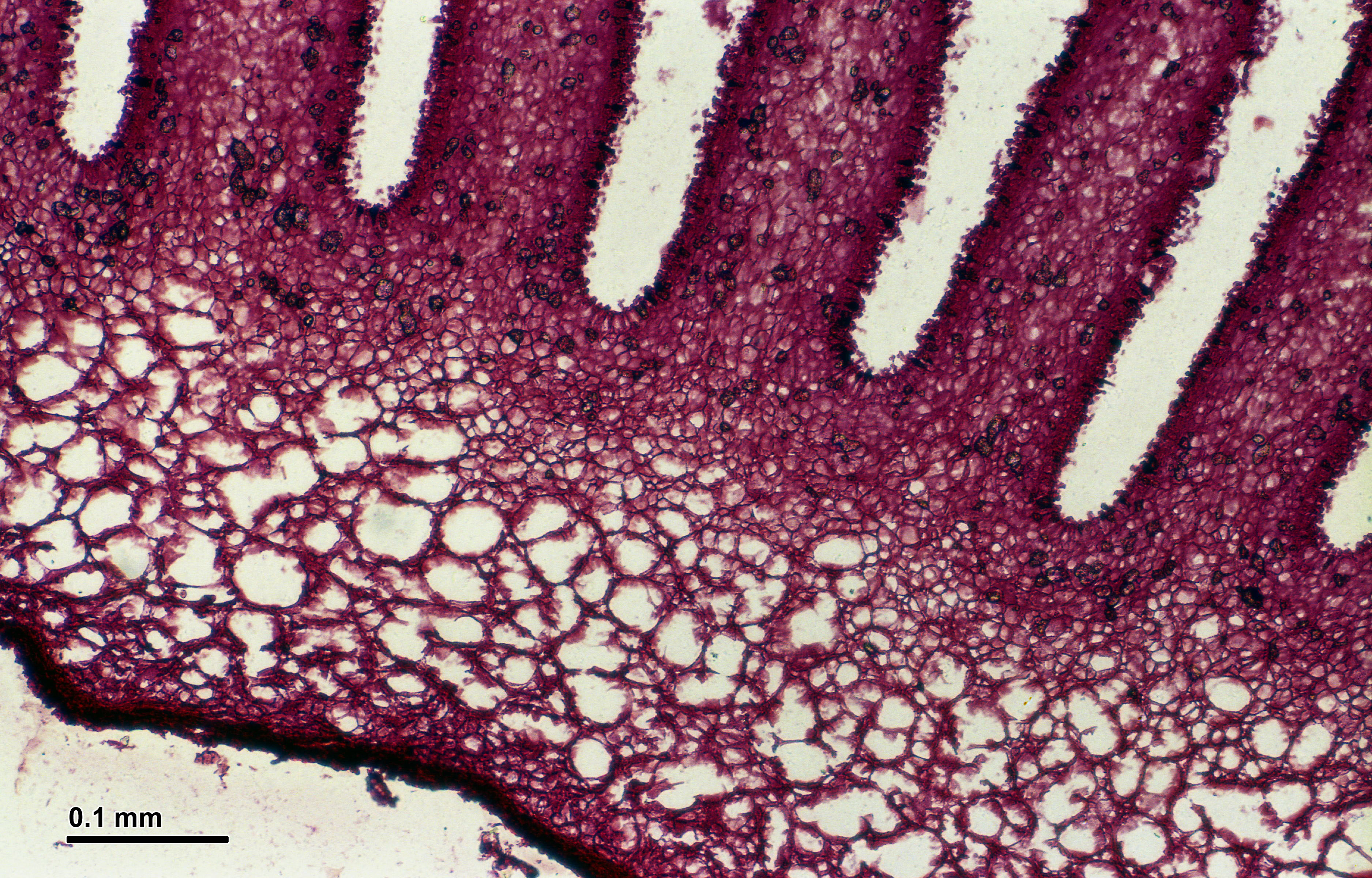
Un imenio visto a microscopio

L'imenio può essere analizzato a microscopio per identificare un fungo, tuttavia le strutture che ospitano l'imenio sono solitamente facilmente distinguibili ad occhio nudo (se la dimensione del fungo lo consente) e possono quindi essere usate più facilmente per l'identificazione, queste strutture possono ad esempio assumere queste forme:
- lamelle
- tubuli
- aghi

Negli ascomiceti l'imenio è un tessuto formato (del tutto o in parte) da aschi, nei basidiomiceti l'imenio è un tessuto formato (del tutto o in parte) da basidi.